# 田中美晴
田中 美晴（たなか みはる、1992年12月25日 - ）は、日本の女優、モデル、アイドル。埼玉県出身。アミューズを経て、グリスト所属。身長155cm。

## 人物・来歴
2005年、第1回アミューズお姫様オーディションでグランプリを獲得して芸能界入り。
2015年3月大学を卒業と同時にTBSテレビ『世界のどっかにホウチ民』の企画でアフリカ、ザンビア共和国へ3か月間のロケに出発した。

## 出演

### テレビドラマ
- 先生道 〜地球最後の先生〜（2006年、BS-i）
- Goro's Barドラマスペシャル（2009年3月10日、TBS）
- 太宰治短編小説集〜駆込み訴え〜 (2010年8月23日、NHK-BS2)
- プロポーズ兄弟〜生まれ順別 男が結婚する方法〜 第1夜（2011年2月21日、フジテレビ）- 学生時代の一郎の彼女 役
- たんぺん！〜大人のコメディ劇場〜（2011年7月31日、フジテレビ）
- 愛・命 〜新宿歌舞伎町駆け込み寺〜ドラマスペシャル（2011年12月17日、テレビ朝日） - 平山織子 役
- 勇者ヨシヒコと悪霊の鍵 第2話（2012年10月19日、テレビ東京） - メジロ 役
- 相棒 season11 第5話（2012年11月7日、テレビ朝日） - 樹里 役
- ヒーローはいつも眠っている（2014年1月11日 -2月1日、千葉テレビ）
- 実在性ミリオンアーサー（2014年10月3日 - 2015年3月28日、tvk）- グィネヴィア 役
- 刑事7人（2019年） ‐ 加賀皐月 役

### 映画
- 感染列島（2009年1月公開）
- Lost Harmony（2011年12月公開）
- 王様ゲーム（2011年12月公開） - 中尾美奈子 役
- 闇金ウシジマくん（2012年8月公開）
- ふがいない僕は空を見た（2012年11月公開） - 松永七菜 役
- Z 〜ゼット〜 果てなき希望（2014年7月公開） - 鈴野恵 役
- TOKYO CITY GIRL（2015年9月公開）
- Short Trial Project 2016「うそのせかいのはなし」（2017年1月公開）
- とおいらいめい（2022年、ルネシネマ） - 主演・花音 役（吹越ともみ、髙石あかりとのトリプル主演）[4]
- 石とシャーデンフロイデ（2024年11月9日） - 美緒 役[5]

### Vシネマ
- 仁義もクソもありゃしねえ!（2021年） - しおり 役

### 舞台
- ORANGE（2011年2月16日 - 2月24日、パルコ劇場）
- あなたに贈る×(キス)（2013年12月18日 - 12月22日、シアターサンモール）

### バラエティ番組
- News!371〜ジュニア（2009年4月 - 9月、エンタ!371） - 司会
- News!371〜アクトレス（2009年10月 - 2010年3月、エンタ!371） - 司会
- となりのマエストロ（2009年10月18日 - 2010年9月19日、毎日放送）
- 世界のどっかにホウチ民（2015年4月23日 - 2015年9月30日、TBSテレビ）

### アニメ
- イケメン救護隊 ナースエンジェルス（ナースホワイト）

### CM
- ハドソン「カラオケJOYSOUND Wii」（2008年）
- 代々木ゼミナール 「フレックスサテライン」イメージキャラクター（2009年）
- NHK「ガンバレ。ルーキー！」（2011年）
- 西友「SEIYU バスプラKY365 （バスプラくん篇）」（2012年）
- 日本郵便
  - 郵便局の年賀状印刷「わがままな人」篇（2014年）
  - 郵便局の年賀状印刷「宛名も丸投げ」篇、「店頭？Web？」篇（2015年）
  - 郵便局の年賀状印刷「立場上」篇（2016年）

### 雑誌
- ニコ☆プチ（新潮社）
- ちゃお（小学館）
- ChuChu（小学館）

### MV
- ルミカ
  - 「door」（2009年）
  - 「ともだち」（2010年）
- WEAVER「『あ』『い』をあつめて」（2010年）
- DOOKIE FESTA「僕等がいた」(2012年）

### その他
- ミスモバゲーグランプリ'09 「審査員特別賞」（モバゲータウン）
- J:COM presents エヴァンゲリオン×美少女写真展 -Girls Collection of EVANGELION- 出演